# Daporijo Airport
Daporijo Airport är en flygplats i Indien.   Den ligger i distriktet Upper Subansiri och delstaten Arunachal Pradesh, i den östra delen av landet, 1 700 km öster om huvudstaden New Delhi. Daporijo Airport ligger 246 meter över havet.
Terrängen runt Daporijo Airport är bergig åt nordväst, men åt sydost är den kuperad. Daporijo Airport ligger nere i en dal. Runt Daporijo Airport är det glesbefolkat, med 15 invånare per kvadratkilometer. Närmaste större samhälle är Daporijo, 0,91 km nordost om Daporijo Airport. I omgivningarna runt Daporijo Airport växer i huvudsak städsegrön lövskog.